# カンヌ駅
カンヌ駅（フランス語: Gare de Cannes）は、フランスの南東部の都市カンヌにあるフランス国鉄（SNCF）の鉄道駅。マルセイユ・ヴェンティミーリア線上の途中駅である。

## 歴史

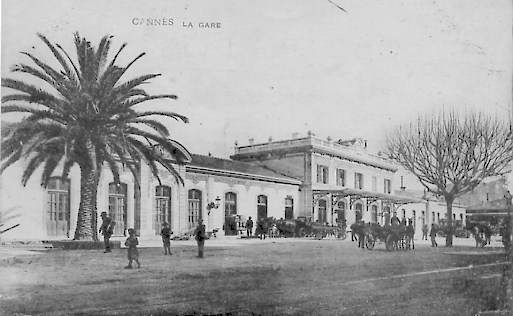
1880年当時のカンヌ駅

1863年4月10日に開業。1870年にグラースからの路線が開業。手狭になった駅舎を1962年に大型化し、1975年に建て替えを行い、現在に至る。

## 駅周辺
- オッコ オテル カンヌ サントル（ホテル）
- カルフールシティ（フランス語版、英語版）
- モノプリ（フランス語版、英語版） カンヌ

## 隣の駅
フランス国鉄
TGV inOui、Ouigo、アンテルシテ・ド・ニュイ
レ・ザルク＝ドラギニャン駅/サン＝ラファエル＝ウォレスクール駅 - カンヌ駅 - アンティーブ駅
TERプロヴァンス＝アルプ＝コート・ダジュール
サン＝ラファエル＝ウォレスクール駅/カンヌ・ラ・ボカ駅/ル・ボスケ駅 - カンヌ駅 - ゴルフ＝ジュアン＝ヴァロリス駅